# Setipinna wheeleri
Setipinna wheeleri är en fiskart som beskrevs av Wongratana, 1983. Setipinna wheeleri ingår i släktet Setipinna och familjen Engraulidae. Inga underarter finns listade i Catalogue of Life.